# Batalla de Blaye
La Batalla de Blaye (acaecida el 18 de abril de 1593 durante la guerra anglo-española de 1585-1604) es una victoria naval de la armada española sobre la armada inglesa.

## Antecedentes
En 1592 el marino Pedro de Zubiaur dispersaba un convoy inglés de 40 buques incendiando la nave capitana y capturando otros tres barcos. Sin embargo, el daño no pudo ser mayor debido a que fue descubierto por una flota de 6 buques de guerra ingleses y tuvo que desistir.

## Combate
Al año siguiente, acude en la ayuda de Blaye, ciudad tomada por los católicos y que estaba siendo asediada duramente. Al llegar al puerto, avistó 6 buques ingleses y los embistió, hundiendo la nave capitana mandada por el almirante Wilkenson, y provocando un incendio a la nave almiranta del vicealmirane Brailford, que también se hundió con todos sus tripulantes. 
Posteriormente una nueva flota enemiga lo encontró y se produjo un duro cañoneo. Aunque se incendió ligeramente la nave mandada por Pedro de Zubiaur, se consiguió hundir la nave capitana enemiga y salvar todos los buques españoles. 
Posteriormente, tuvo que librar dos combates más. El primero sucedió cuando desembarcaba el socorro, contra una escuadra de 11 navíos de La Rochelle y de Boagre. A pesar de que su capitana sufrió un pequeño incendio, logró hundir la capitana enemiga y salvar todos sus buques.
Cuando anochecía, llegó otra escuadra de 40 navíos y dos galeotas procedentes de Burdeos. Pero un temporal hizo encallar buques (tanto propios como enemigos) y dispersar otros. Finalmente, logró retirarse con toda su flota con la marea alta y emprendió el viaje de regreso a Pasajes.

## Consecuencias
Aunque se pidió al rey Felipe II que le concediera el título de "general como a lo demás de escuadra para que antes que muera deje esto a los mios", no lo consiguió. El éxito alcanzado fue calificado de milagro, y se mandó pintar un lienzo que sirviera de recuerdo permanente de este feliz acontecimiento.
La victoria, unida a otras victorias españolas, propició que en el tratado de Londres de 1604, España mantuviera la hegemonía mundial durante varios años más.